# توماس كيفر
توماس كيفر (بالإنجليزية: Thomas Kiefer)‏ هو مجدف أمريكي، ولد في 25 فبراير 1958 في شارون ‏ في الولايات المتحدة.

## وصلات خارجية
- توماس كيفر على موقع الاتحاد الدولي للتجديف (الإنجليزية)
- توماس كيفر على موقع اللجنة الأولمبية الدولية (الإنجليزية)
- توماس كيفر على موقع أوليمبيديا (الإنجليزية)